# Santa Catarina (delstat)
Santa Catarina är en delstat i södra Brasilien. Folkmängden uppgår till cirka 6,7 miljoner invånare. Huvudstad är Florianópolis, och andra stora städer är Blumenau, Chapecó, Criciúma, Itajaí, Joinville och São José. Delstaten är bergig och är därför landets kallaste delstat. Staten har 3,4 % av den brasilianska befolkningen och producerar 3,8 % av landets BNP.

## Ekonomi

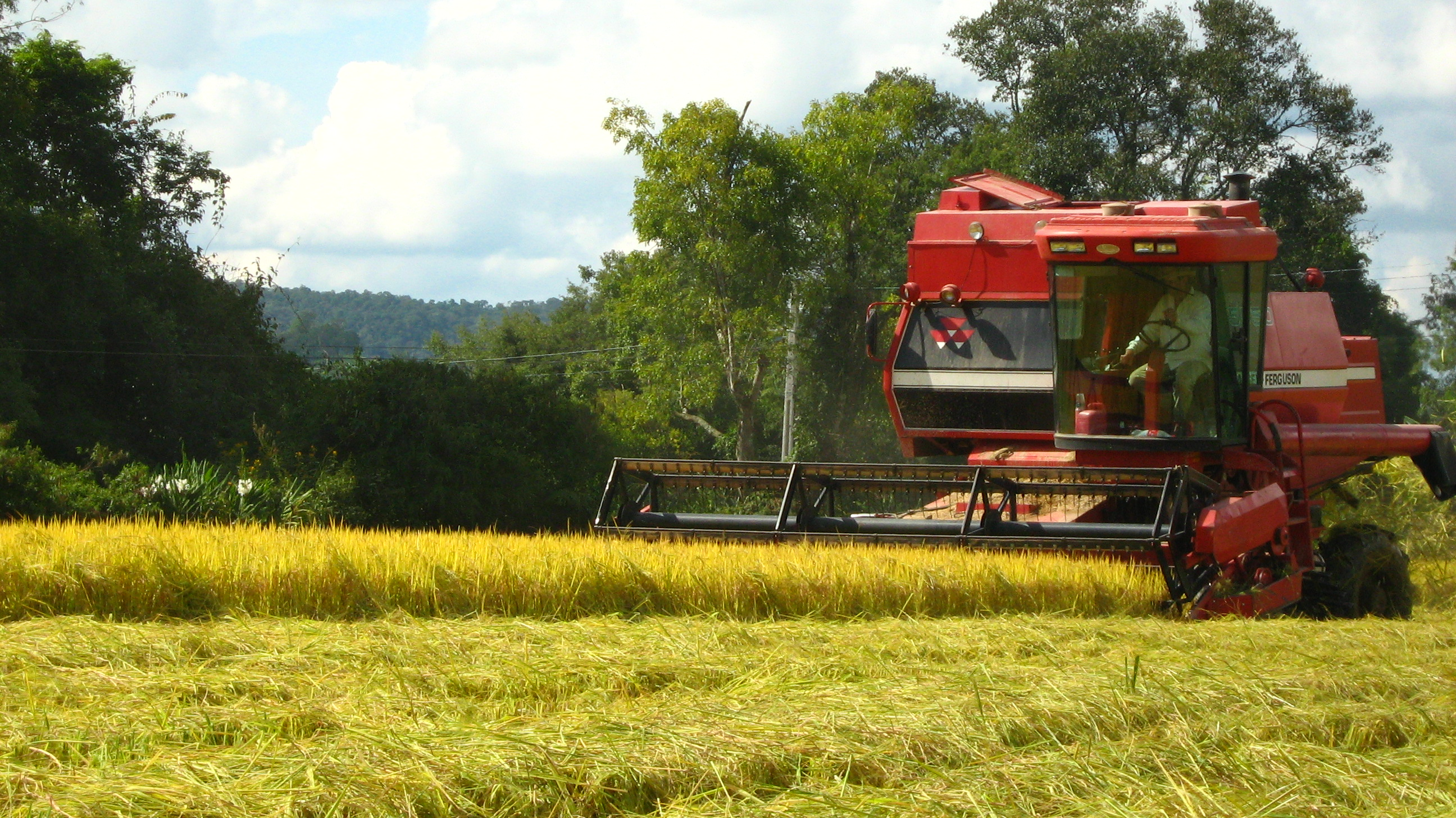
Risplantage nära Rio do Sul.

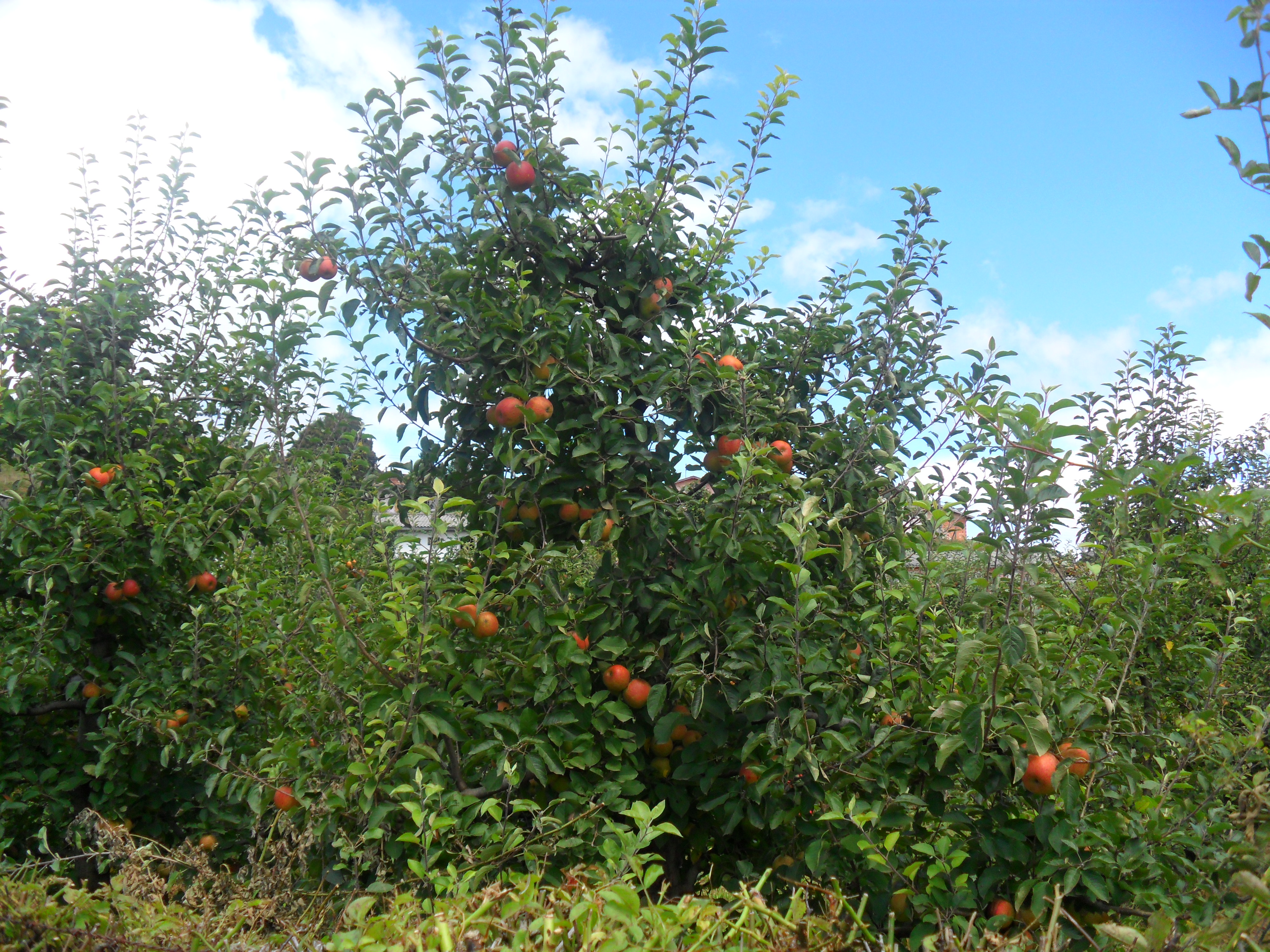
Äppelträd i Bom Jardim da Serra

Inom jordbruket har delstaten stor produktion av ris, äpple och lök, samt är en viktig producent av sojaböna, majs, banan, druva, vitlök, korn, vete och mate.

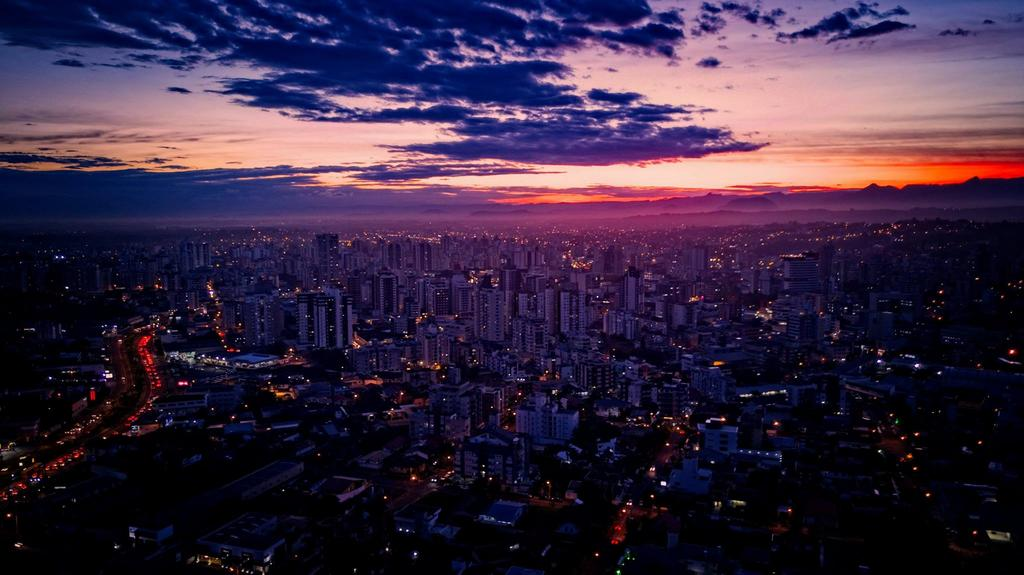
Solnedgång i Criciúma.

Med endast 1,12 % av Brasiliens yta var Santa Catarina den åttonde största producenten av majs och den elfte största producenten av sojaböna i Brasilien år 2017. Majsproduktionen var i genomsnitt 8 100 kilo per hektar och produktionen av sojabönor 3 580 kilo per hektar. På 15 år har majsproduktiviteten ökat med 118 % och sojabönor med 58 %. År 2019 nådde majsproduktionen i staten 2,8 miljoner ton (2018 var Brasilien den tredje största producenten i världen, med 82 miljoner ton). Den årliga efterfrågan på majs i staten är dock 7 miljoner ton - 97 % går till djurfoder, särskilt produktionen av grisar och slaktkycklingar (83,8 %), eftersom Santa Catarina är den största grisproducentstaten i Brasilien och det näst största fjäderfäproducenten. Underskottet täcks av majs främst från Mato Grosso do Sul, Mato Grosso, Paraná och Goiás, och import från länder som Argentina och Paraguay. Sojaproduktion i delstaten var 2,3 miljoner ton (Brasilien var den största producenten i världen med 116 miljoner ton).
Delstaten var den näst största risproducenten i landet 2020, näst efter Rio Grande do Sul, med cirka 1,1 miljoner ton. Brasiliens totala produktion var 10,5 miljoner ton.
De tre sydligaste delstaterna i landet svarar för 95 % av den nationella äppelproduktionen, och Santa Catarina har störst produktion tillsammans med Rio Grande do Sul. São Joaquim-regionen har 35 % av Brasiliens äppelodlingar.
Santa Catarina är ledande i produktionen av lök. År 2017 producerades här 630 tusen ton, särskilt i kommunerna Alfredo Wagner, Angelina och Rancho Queimado.
Santa Catarina hade den fjärde största bananproduktionen i Brasilien.
Delstaten var den tredje största producenten av vitlök i Brasilien 2018, med en odlingsareal på cirka två tusen hektar, den viktigaste regionen är Curitibanos.
Santa Catarina är en av få stater i landet som odlar korn. Under perioden 2007–2011 hade staten 2,5 % av den nationella produktionen. Kornodlingen koncentreras till Canoinhas (57,6 %), Curitibanos (26,5 %) och Xanxerê (11,5 %). Det är också en av få stater som odlar vete. År 2019 var den beräknade produktionen 150 tusen ton, en liten del jämfört med de 2,3 miljoner ton som producerats av både Rio Grande do Sul och Paraná. Eftersom Brasilien importerar stora volymer vete och korn, har delstaten försökt stimulera produktionen av dessa grödor.
När det gäller mate producerade Santa Catarina nära 100 000 ton 2018, främst i städerna Chapecó och Canoinhas.

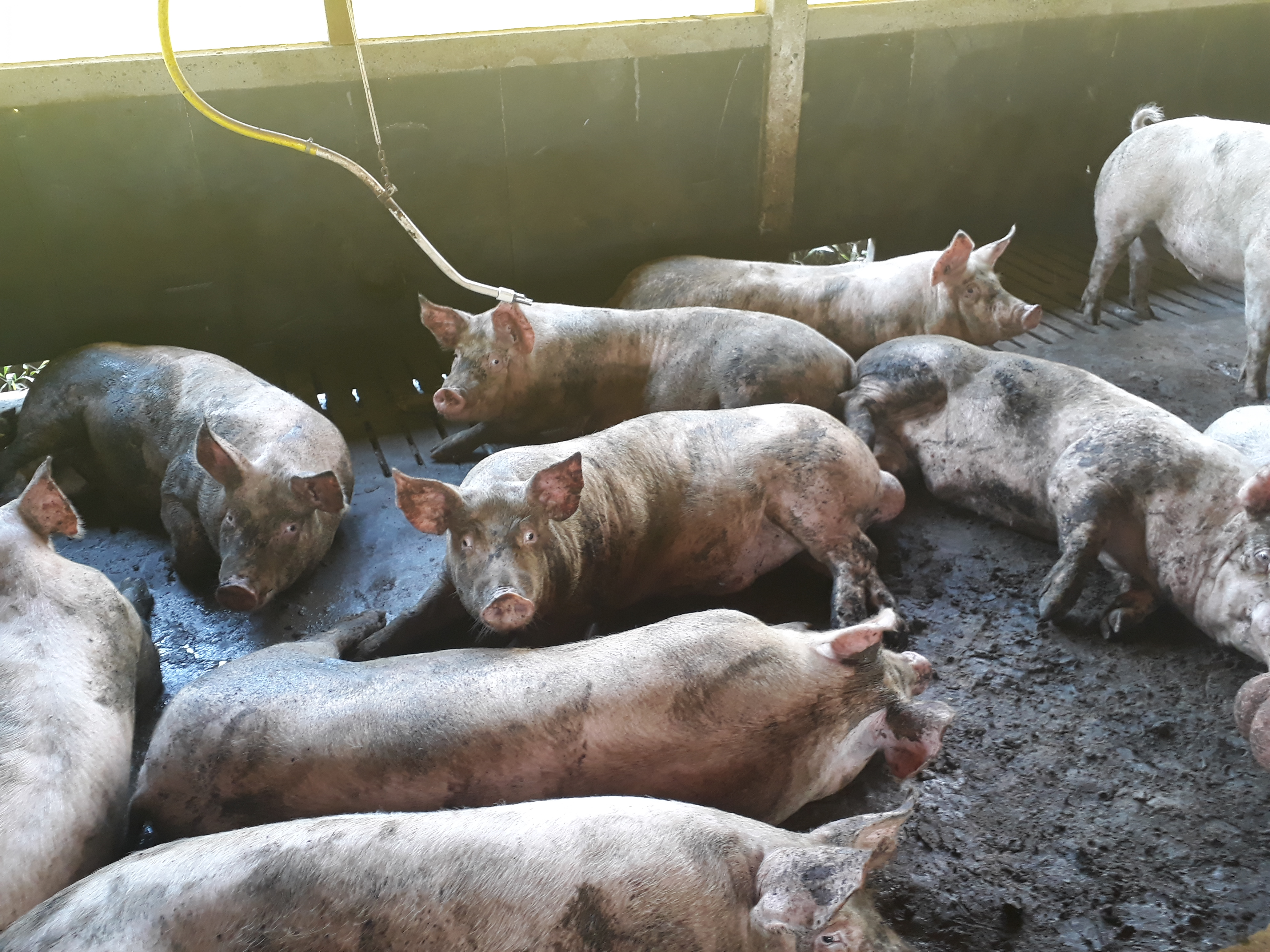
Uppfödning av svin i Jaborá

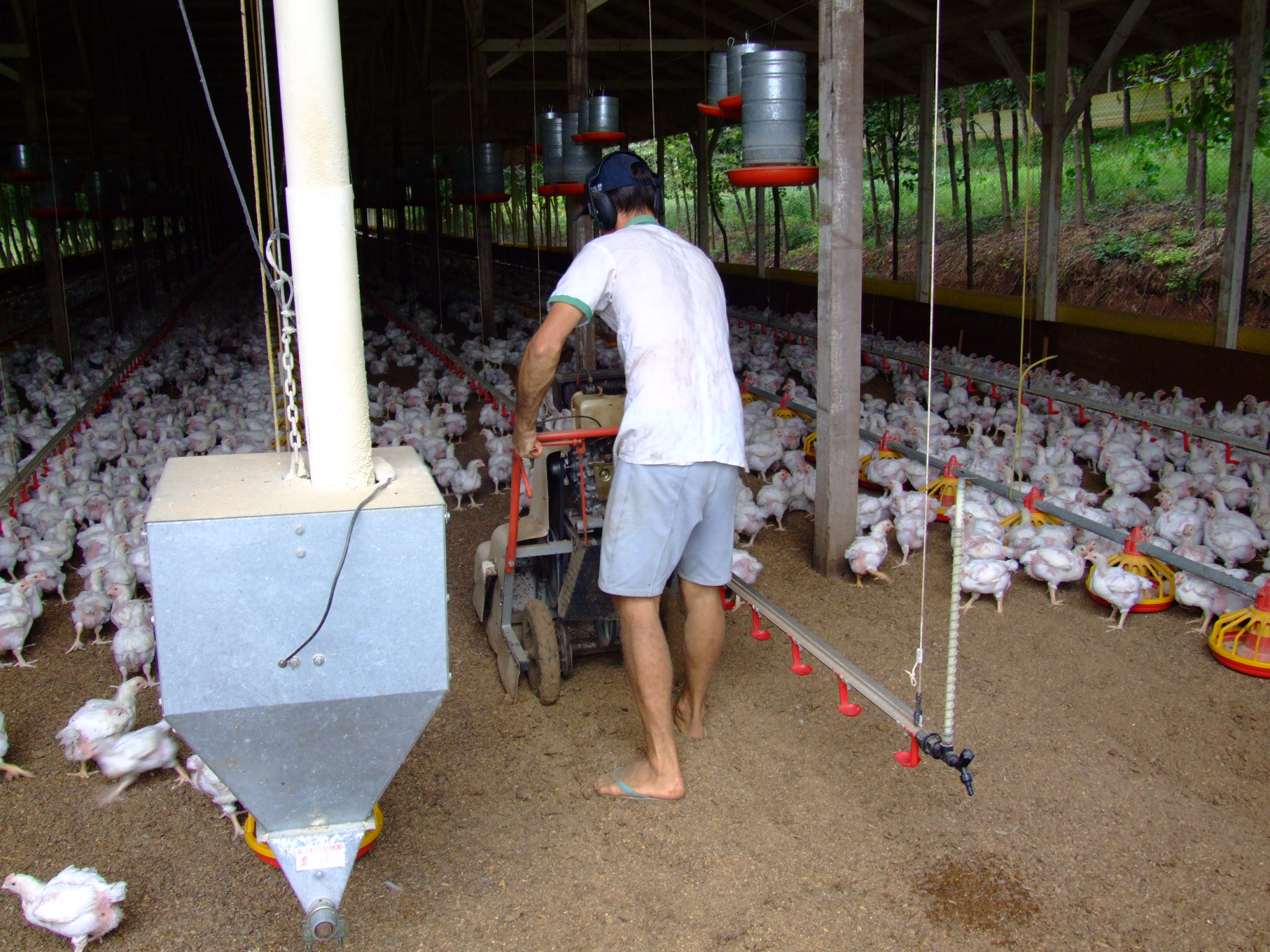
Fjäderfä i Campos Novos

Delstaten hade en årlig produktion på cirka 23 tusen ton druvor år 2019. Druvor odlas främst i kommunerna Caçador, Pinheiro Preto, Tangará och Videira. Merparten av den nationella produktionen finns dock i Rio Grande do Sul (664 200 ton 2018).
När det gäller fläskkött är Santa Catarina den största producenten i Brasilien. Staten svarar för 28,38 % av landets slakt och för 40,28 % av den brasilianska exporten av fläsk. Antalet grisar i Brasilien var 41,1 miljoner djur 2017, varav Santa Catarina hade 19,7 %.
Antalet höns och kycklingar i Brasilien var 1,4 miljarder 2017. Santa Catarina hade 10,8 % av landets antal, och låg på fjärde plats i landet.
I mjölkproduktion är Brasilien den femte största mjölkproducenten i världen, och har under 2018 producerat nästan 34 miljarder liter, 4 % av världsproduktionen. Santa Catarina svarade för 8,78 % av den nationella produktionen, nästan 3 miljarder liter mjölk. Av äggproduktionen var Santa Catarinas del 4,58 % av Brasiliens produktion, vilket var 3,6 miljarder dussin år 2018. Staten ensam svarade för 165 miljoner dussin.
I boskapsuppfödning hade Brasilien nästan 215 miljoner djur 2017. Santa Catarina hade cirka 5 miljoner boskap år 2018.
Santa Catarina var den femte största honungsroducenten i landet 2017, med 10,2 % av Brasiliens produktion.
Fiske spelar en viktig roll i statens ekonomi. 98 procent av landets totala produktion på 20 900 (2017) av ostron, kammussla och musslor producerades i Santa Catarina, speciellt i kommunerna Palhoça, Florianópolis och Bombinhas.
Santa Catarina är den största kolproducenten i Brasilien, främst staden Criciúma med omgivningar. Santa Catarina producerade 8,7 miljoner ton av Brasiliens totalt 13,6 miljoner ton (2007). Brasilien har tillgångar av torv, brunkol och stenkol, och Santa Catarina har 10,41 % av landets koltillgångar. Eftersom kolet är av sämre kvalitet, används det endast vid generering av termoelektrisk energi och på deponeringsplatsen. Oljekrisen på 1970-talet ledde till att den brasilianska regeringen skapade en energimobiliseringsplan med intensiv forskning för att upptäcka nya kolreserver. Vid geologiska undersökningar 1978–1983 i delstaterna Rio Grande do Sul och Santa Catarina upptäcktes tidigare okända kolreserver. Kol av god kvalitet, lämplig för användning i metallurgi och i stor volym (sju miljarder ton), upptäcktes sedan i flera fyndigheter i Rio Grande do Sul (Morungava, Chico Lomã, Santa Teresinha), men på relativt stora djup (upp till 1200 m ), vilket har hindrat dess användning fram till nu. 2011 stod kol endast för 5,6 % av den energi som förbrukas i Brasilien, men det är en viktig strategisk källa som kan aktiveras när till exempel vattennivån i dammarna är låg, vilket minskar tillgången på vattenkraft. Detta hände 2013, då flera termoelektriska anläggningar stängdes av och därmed bibehöll nödvändig tillgång, om än till en högre kostnad.
Industri hade Santa Catarina bidrog till BNP med 63,2 miljarder dollar 2017, vilket motsvarade 5,3 % av den nationella industrin. Staten har 761 072 industriarbetare. De viktigaste industrisektorerna är: bygg (17,9 %), livsmedel (15,9 %), kläder (7,4 %), industriella allmännyttiga tjänster såsom el och vatten (6,9 %) och textilier (6,0 %). Dessa 5 sektorer sysselsätter 54,1 % av statens industri.
De viktigaste industriella centren i Santa Catarina är Jaraguá do Sul, Joinville, Chapecó och Blumenau. Den första har en diversifierad karaktär med tillverkning av tyger, livsmedelsprodukter, gjuterier samt mekaniska industri. Chapecós ekonomi bygger på jordbruksföretag. Blumenau koncentrerar sin verksamhet inom textilindustrin (tillsammans med Gaspar och Brusque) och på senare år även inom mjukvaruindustrin. I det inre av staten finns det många små tillverkningscentra, kopplade både till industrialisering av trä och till bearbetning av jordbruks- och pastoralprodukter.

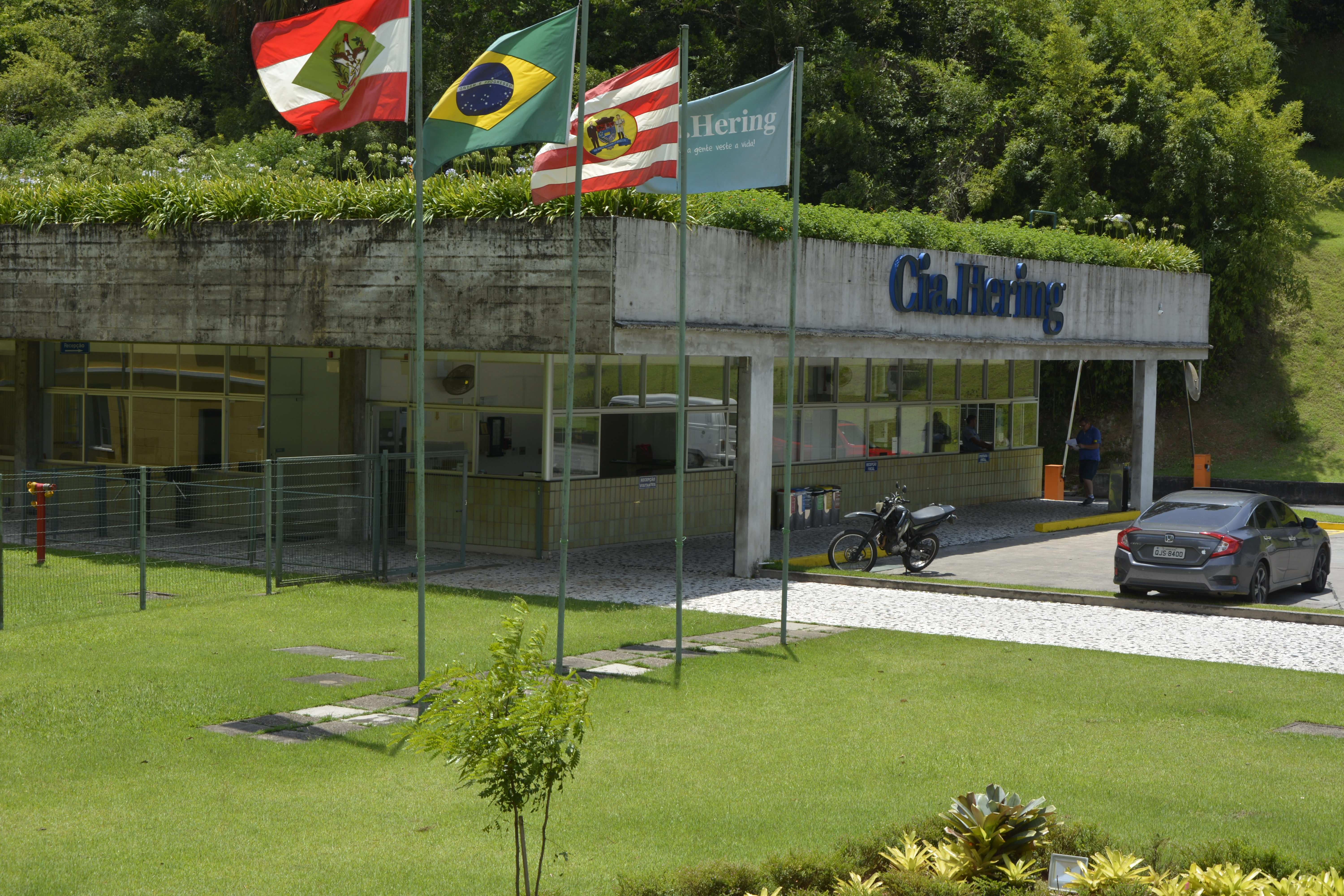
Hering huvudkontor i Blumenau

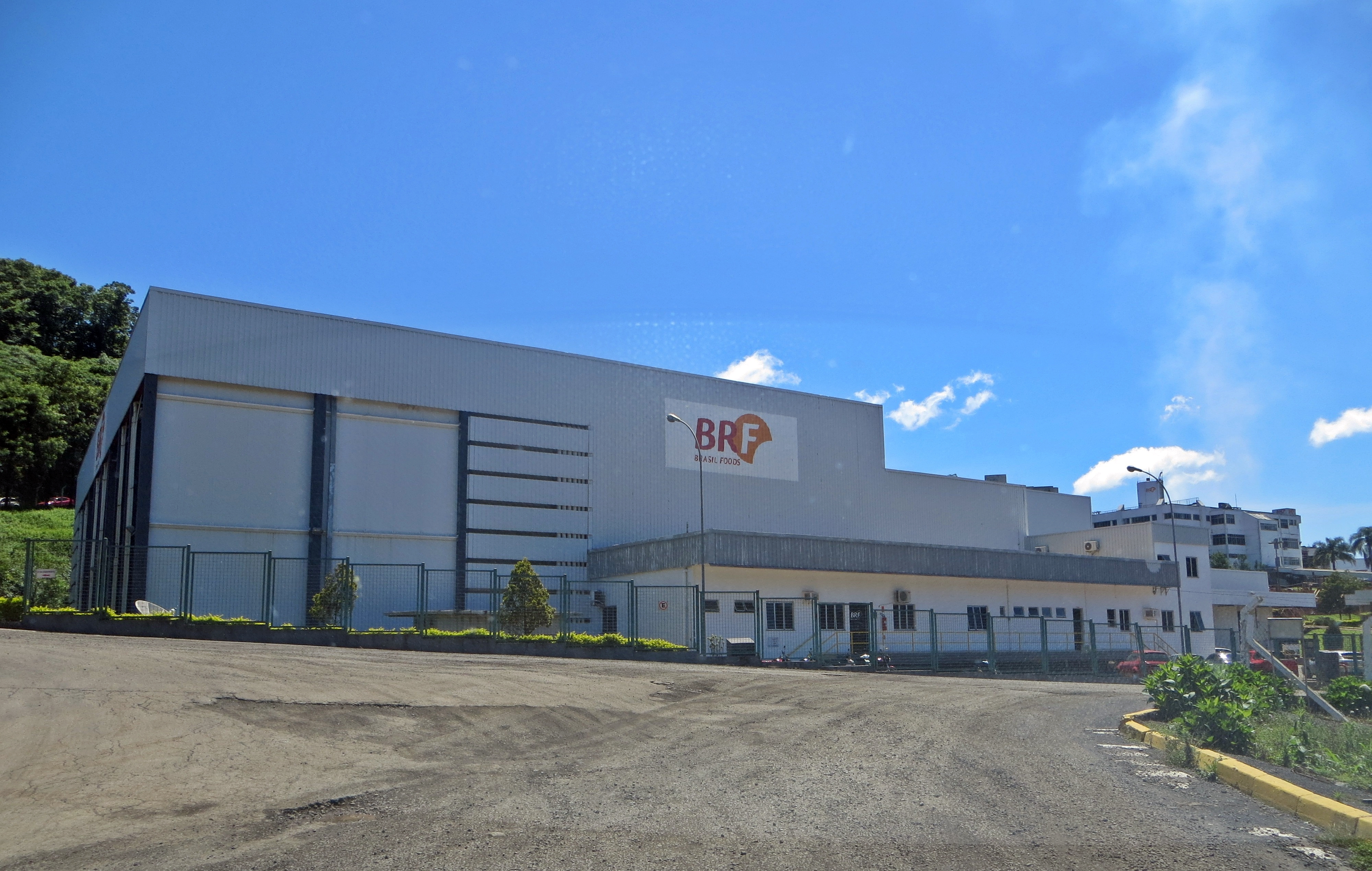
Perdigão huvudkontor i Videira

I Textilindustrin var Santa Catarina bland de 5 största tillverkarna i världen 2013. 2015 rankades den brasilianska importen på 25:e plats i världen (5,5 miljarder US-dollar), och i export låg landet på 40:e plats. Brasiliens andel av världshandeln med textilier och kläder är bara 0,3 % på grund av svårigheten att konkurrera i pris med producenter i Indien och Kina. Den brasilianska textilindustrins bruttovärde, inklusive konsumtion av mellanprodukter och tjänster, motsvarade nästan 40 miljarder dollar 2015, 1,6 % av bruttovärdet för industriproduktionen i Brasilien. Bland de viktigaste textilklustren i Brasilien är Vale do Itajaí. 2015 var Santa Catarina den näst största textil- och klädproducenten i Brasilien. Staten ledde landets tillverkning av kuddar. Det är den största exportören i landet av tyg och kläder tillverkade av bomull. Några av de mest kända företagen i regionen är Hering, Malwee, Karsten och Haco.
Inom Livsmedelsindustrin var Brasilien 2019 den näst största exportören av bearbetade livsmedel i världen, med ett värde på 34,1 miljarder dollar i export. Santa Catarina skapade företag som Sadia och Perdigão (som senare slogs samman till BRF), Seara Alimentos (som idag tillhör JBS) ,  Aurora (alla köttspecialister),  Gomes da Costa (fisk och konserver), Eisenbahn Bryggeri och Hemmer Alimentos (specialist på konserver som bland annat gurka, betor och palmhjärta).
GM och BMW har anläggningar för bilproduktion i Santa Catarina.
I den norra delen av staten (Canoinhas, Três Barras och Mafra) utmärker sig trä- och pappersindustrin, där det finns stora industrier på grund av god tillgång till råvaror. I Rio Negrinho och São Bento do Sul utförs träbearbetningsarbeten. I dessa städer, tillsammans med staden Palhoça, är den största volymen företag koncentrerad. Branschen producerar 7,5 % den nationella trävaruproduktionen. Staten har en produktion av trämöbler och är den näst största möbelexportören i landet (2014). Santa Catarina har 17,1 % av Brasiliens totala virkesindustri. Staten är den största i landet när det gäller produktion av trädörrar och är nationellt ledande inom ramar.
Med 6,5 miljarder dollar i bruttovärde för industriproduktionen av papper och cellulosa är dessa en viktig del av ekonomin i den bergiga delen av staten. Kommunerna Lages och Otacílio Costa representerar tillsammans cirka 47 % av exporten av pappersmassa.
I södra delen av staten (städerna Imbituba, Tubarão, Criciúma, Forquilhinha, Içara och Urussanga) är den keramiska tillverkningen i Brasilien koncentrerad. Santa Catarina leder också landets produktion av porslin och kristaller.
Den nordöstra delen av staten har en stor andel av produktionen av kompressorer, bildelar, kylskåp, motorer och elektriska komponenter och industrimaskiner. I Santa Catarina utmärker sig maskin- och utrustningsindustrin vid tillverkning av kompressorer och är ledande inom export av denna produkt bland Brasiliens delstater. Staten är också en viktig producent av skogsutrustning. Inom metallurgi är staten den största nationella tillverkaren av rostfria kärl och tankar, troféer och medaljer, fixeringselement (skruvar, muttrar etc.), mantlade tankar för bränslen, industriella tryckkärl och formbara järnanslutningar. Staten är världsledande inom motorblock och järnhuvuden och är Brasiliens största exportör av denna produkt.
Inom läder- och skoindustrin har staten produktion i São João Batista.
Inom hushållsapparater var försäljningen av så kallade "vitvaror" (kylskåp, luftkonditionering och andra) 12,9 miljoner enheter 2017. Sektorn hade sin högsta försäljning 2012 med 18,9 miljoner enheter. De varumärken som sålde mest var Brastemp, Electrolux, Consul och Philips. Consul är ursprungligen från Santa Catarina och har gått samman med Brastemp och är idag en del av det multinationella Whirlpool Corporation.
De större städerna och deras respektive områden är:
- Florianópolis, teknik, turism, tjänster, handel, utbildning.
- Joinville, metallmekaniker, bil, turism / evenemang, mjukvaruutveckling, handel, plast, textil, kemi, utbildning.
- Blumenau, textil, programvara, handel och öl.
- São José, industri, handel och tjänster.
- Criciúma, keramik.
- Chapecó, nötkreatur och fjäderfä.
- Lages turism och träindustri.
- Itajai, hamn.
- Jaraguá do Sul, elmotorer och textilier.
- Palhoça, industri.
- Balneário Camboriú turism, handel.
- Tubarão, keramik.
- Brusque, textil.
- Rio Negrinho, möbler.
- Caçador, möbler, metallmekanik, jordbruksföretag.
- Campos Novos, jordbruksföretag.
- Concórdia, svinindustrin.
- Curitibanos, jordbruksföretag, träindustri, utbildning.
- São Joaquim, turism.